# Simmerath
Simmerath is een gemeente in de Duitse Stedenregio Aken en telt 15.498 inwoners (31 december 2020) op een oppervlakte van 111,01 km².

## Geschiedenis
Simmerath was reeds in de Romeinse tijd bewoond. Uit de Frankische tijd is vrijwel niets bekend en pas in 1342 werd er melding gemaakt van een hoeve. In 1346 werd Simmerath een parochie, die zich afsplitste van die van Konzen. Simmerath behoorde tot het Graafschap Montjoie (Monschau), dat vanaf 1433 tot het Hertogdom Gulik behoorde.
In 1944, tijdens de Tweede Wereldoorlog, ondervond Simmerath veel schade toen de Amerikaanse troepen oprukten.

## Bezienswaardigheden
- Sint-Janskapel, is het oudste nog bestaande gebouw in Simmerath, van 1665.
- Hauptstraße 63, een vakwerkboerderij van 1781 of ouder.
- Diverse andere vakwerkboerderijen.
- Sint-Jan de Doperkerk

## Natuur en landschap
Simmerath ligt in de Eifel op een hoogte van 543 meter.

## Plaatsen in de gemeente Simmerath
- Dedenborn
- Eicherscheid
- Einruhr
- Erkensruhr
- Hammer
- Hirschrott
- Huppenbroich
- Kesternich
- Lammersdorf
- Paustenbach
- Rollesbroich
- Rurberg
- Simmerath
- Steckenborn
- Strauch
- Witzerath
- Woffelsbach

## Nabijgelegen kernen
Lammersdorf, Konzen, Imgenbroich, Eicherscheid, Huppenbroich, Kesternich, Rollesbroich

## Foto's

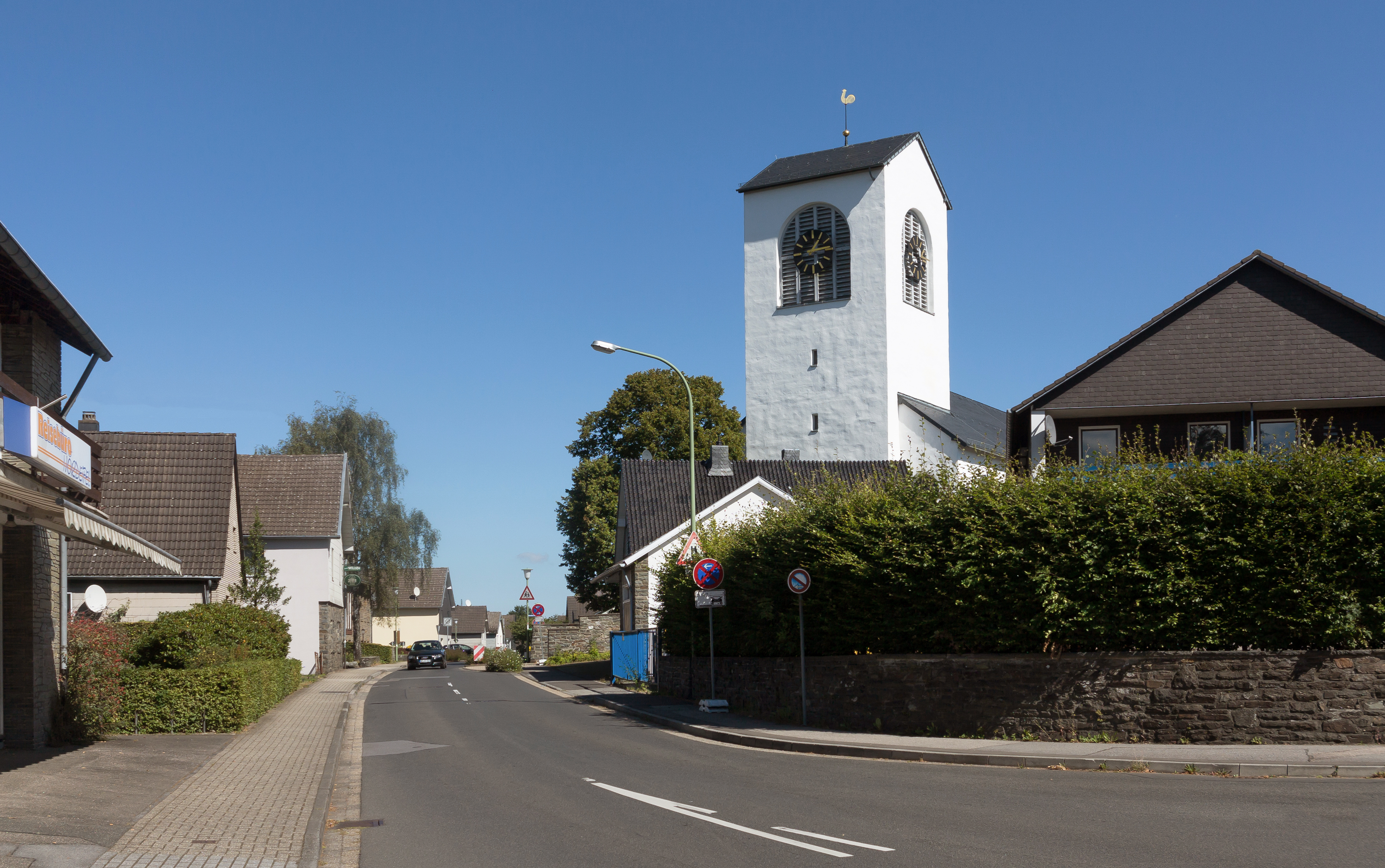
Simmerath, kerk
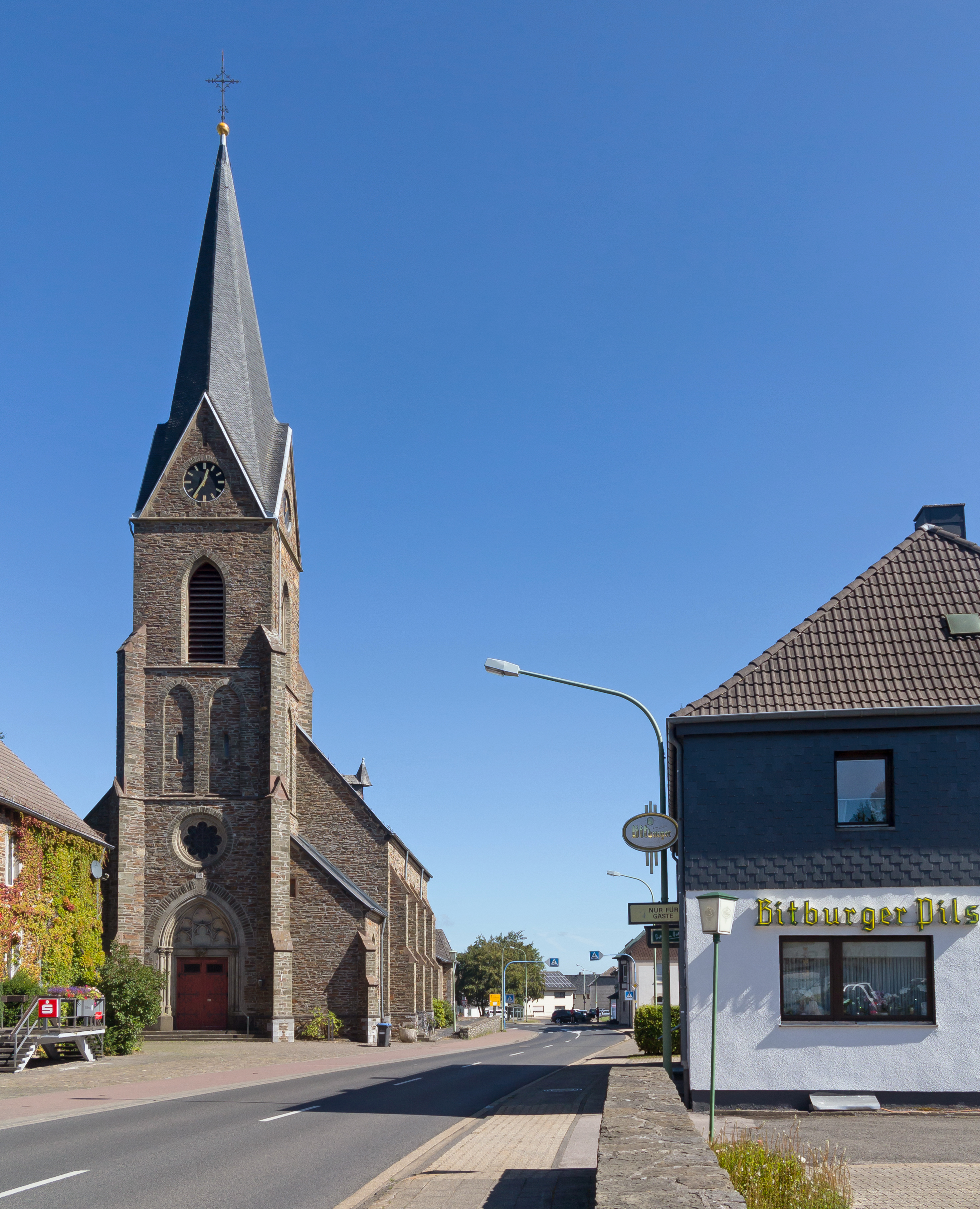
Lammersdorf, katholieke kerk in straatzicht
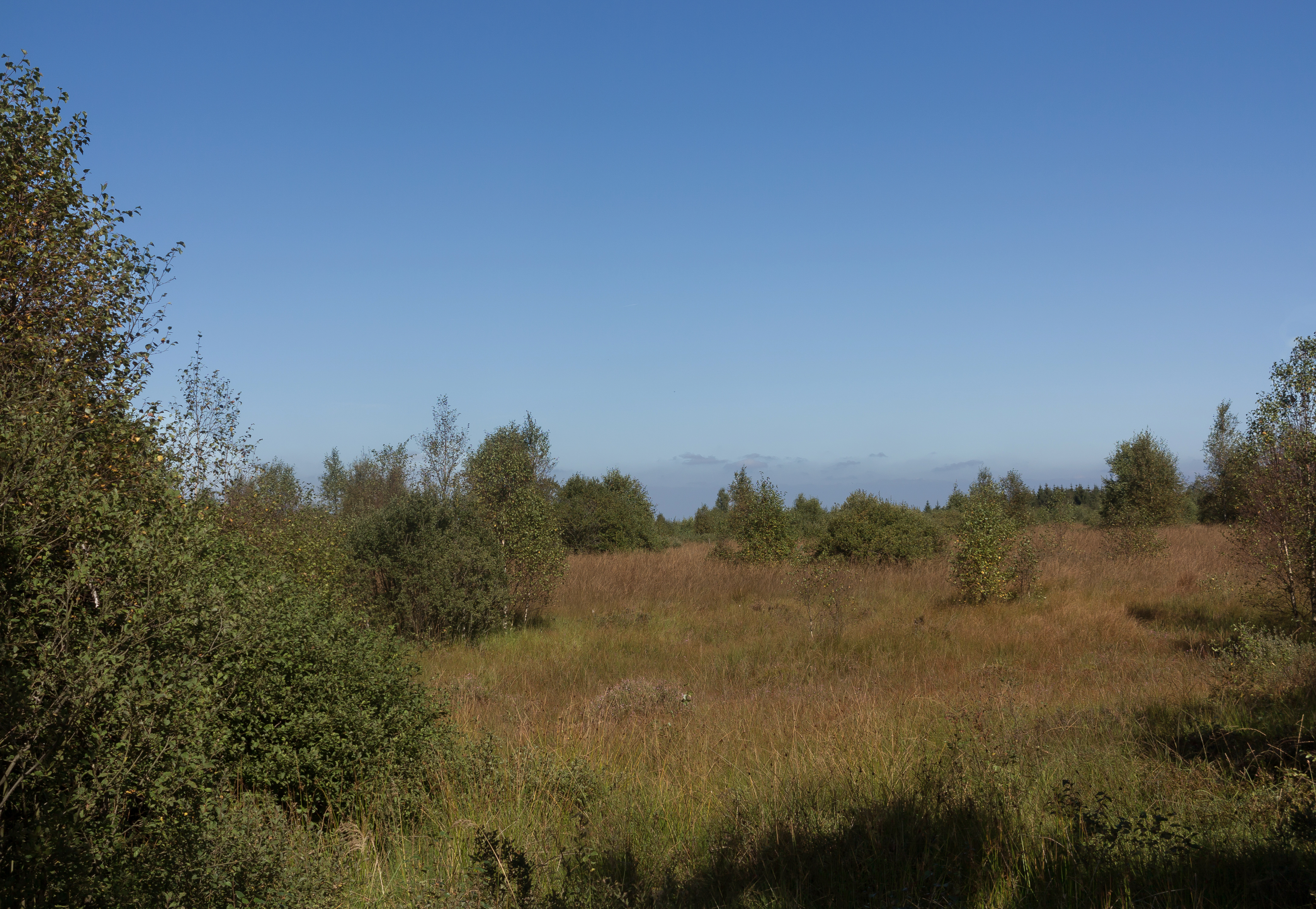
bij Lammersdorf, panorama
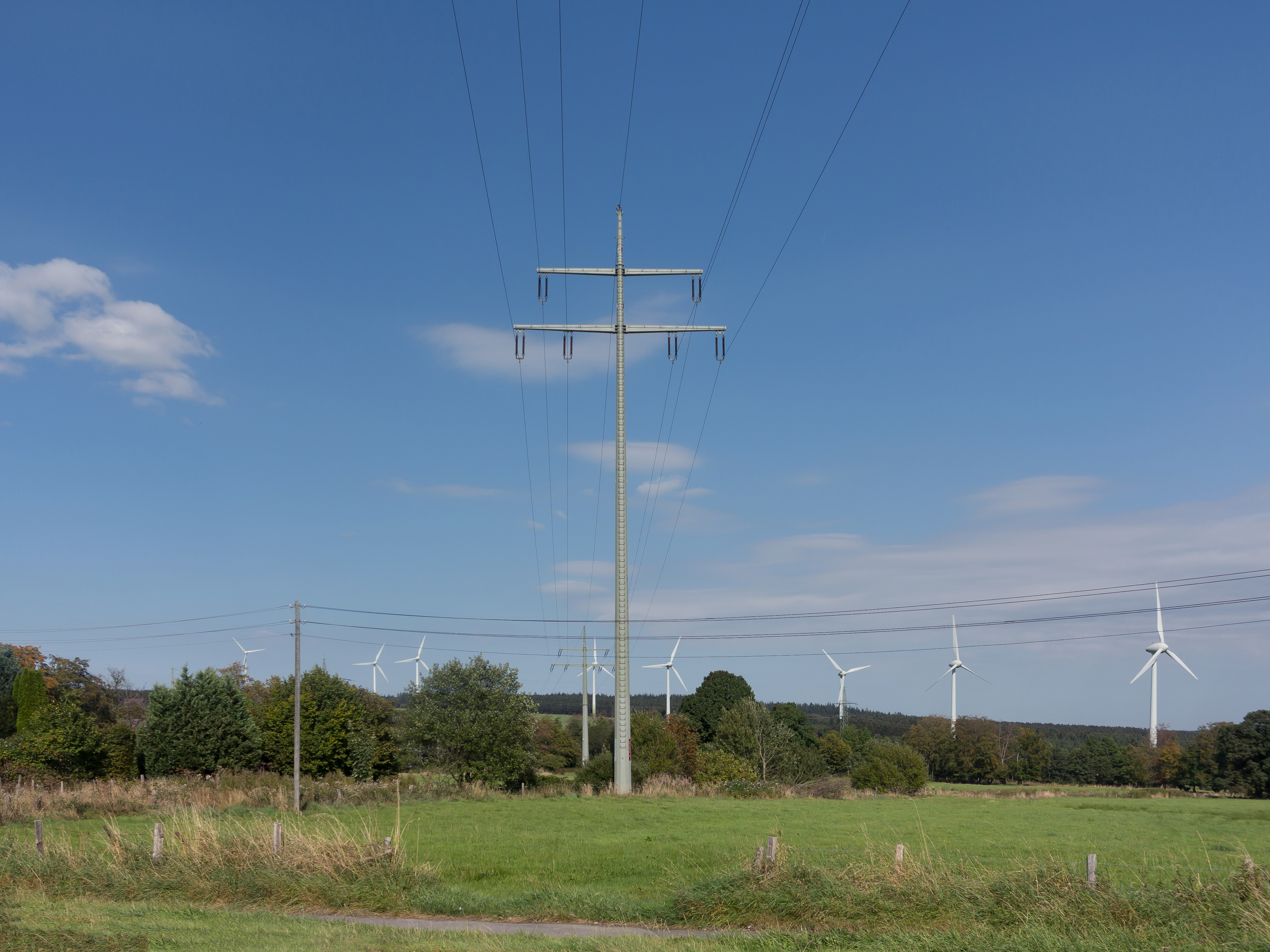
bij Lammersdorf, panorama met elektriciteitsmast en moderne windmolen
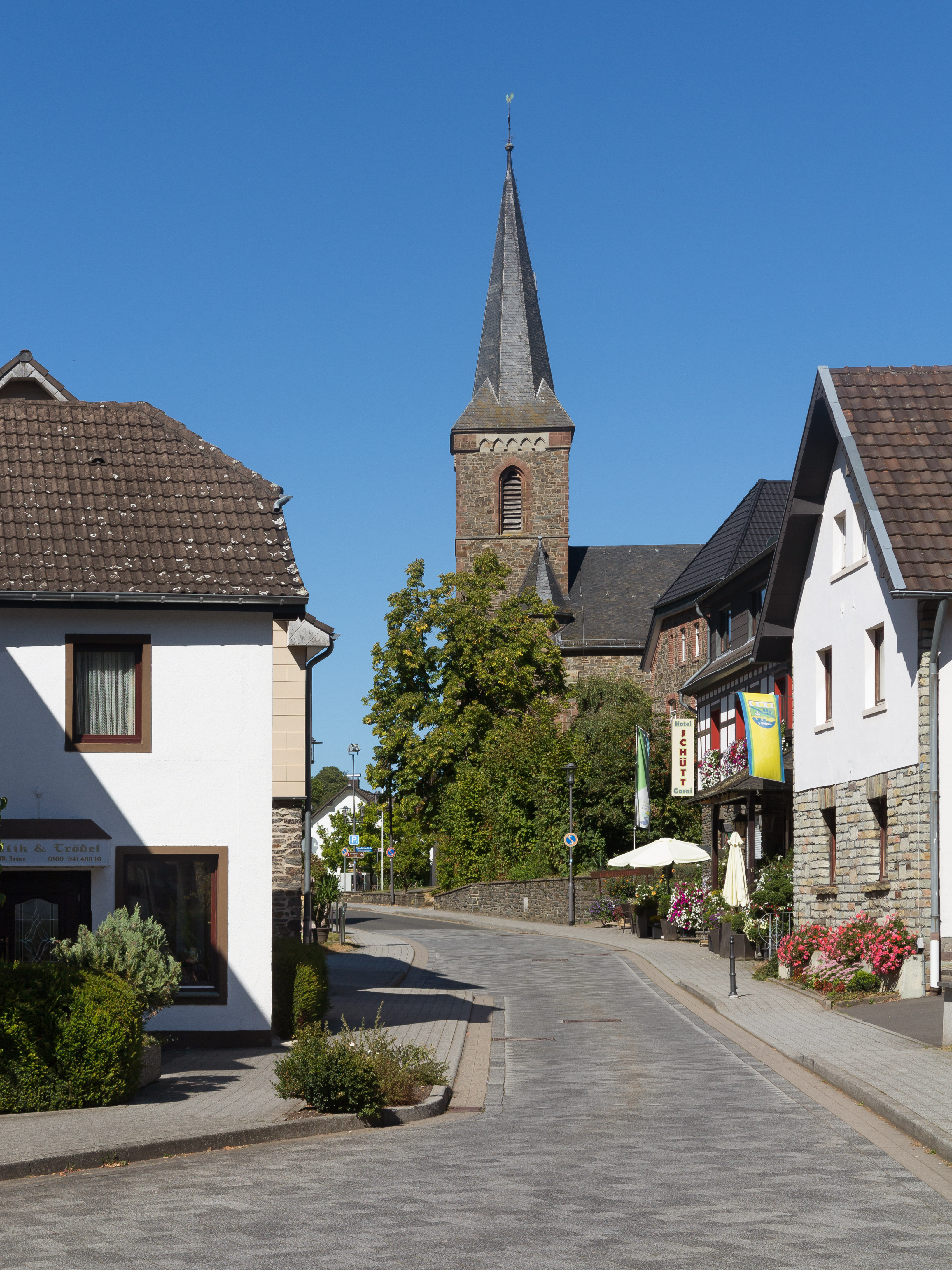
Einruhr, kerk: die Sankt Nikolaus Kirche
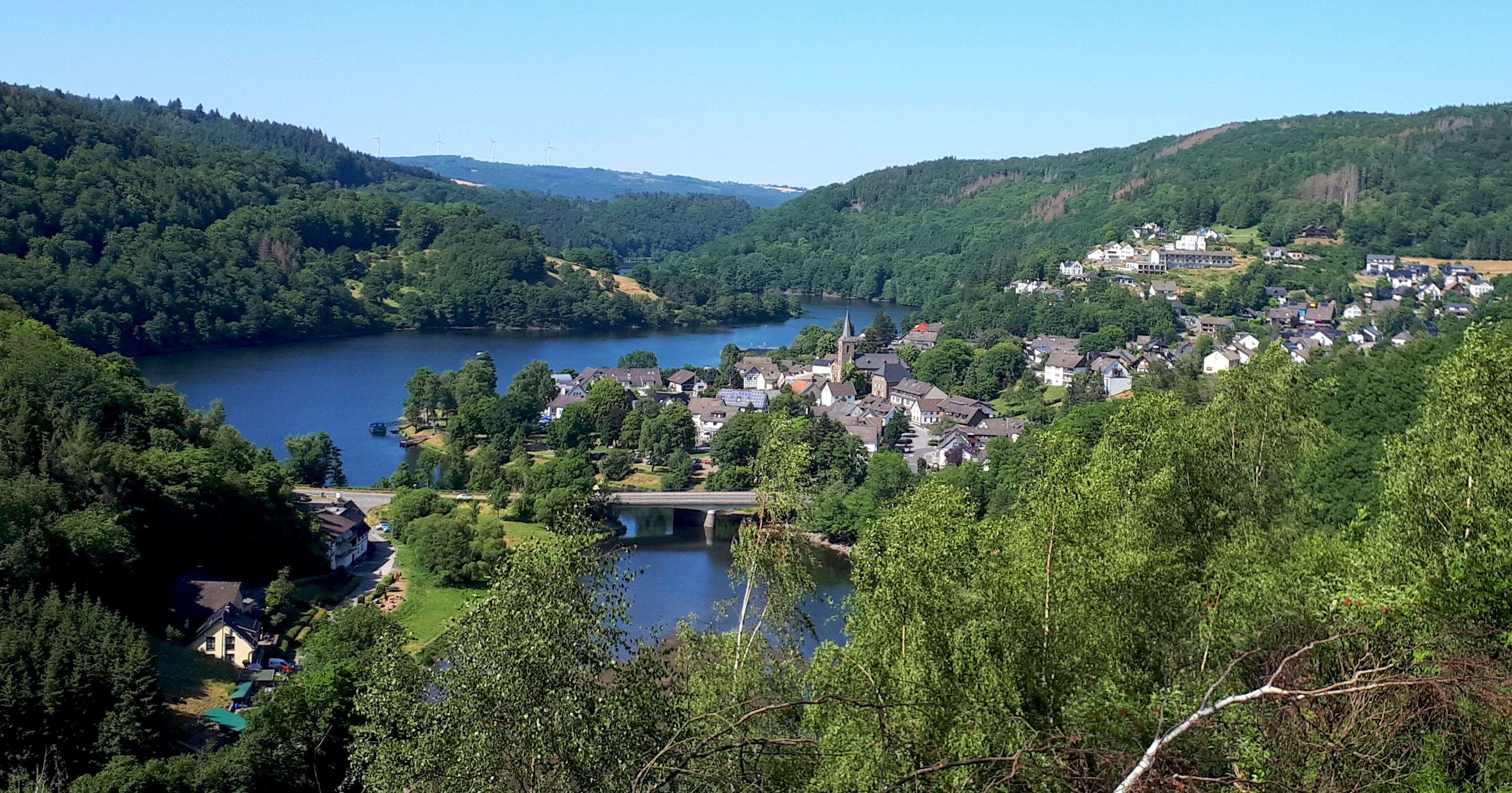
Einruhr, dorpszicht
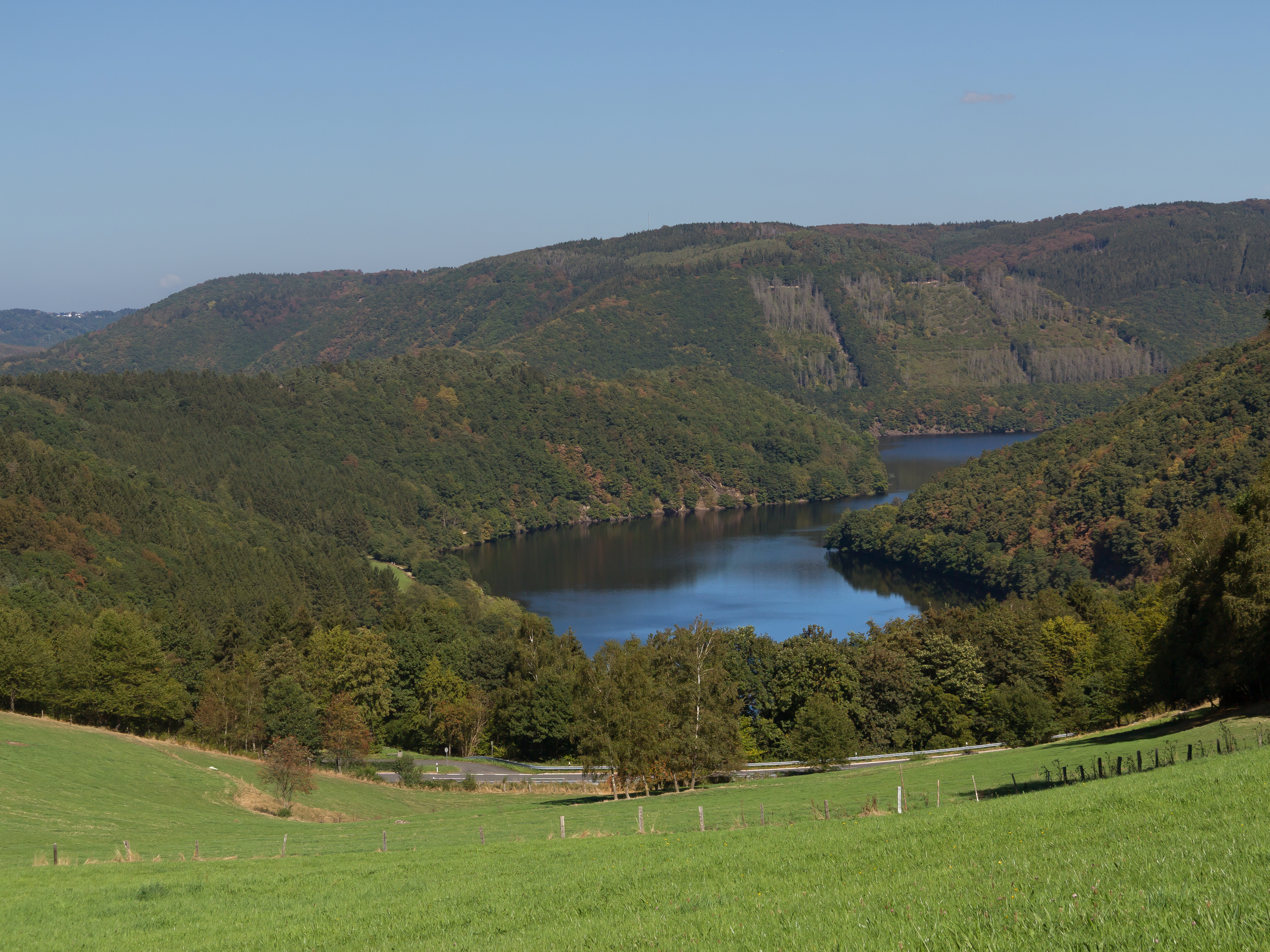
tussen Einruhr en Kesternich, der Eiserbachtal
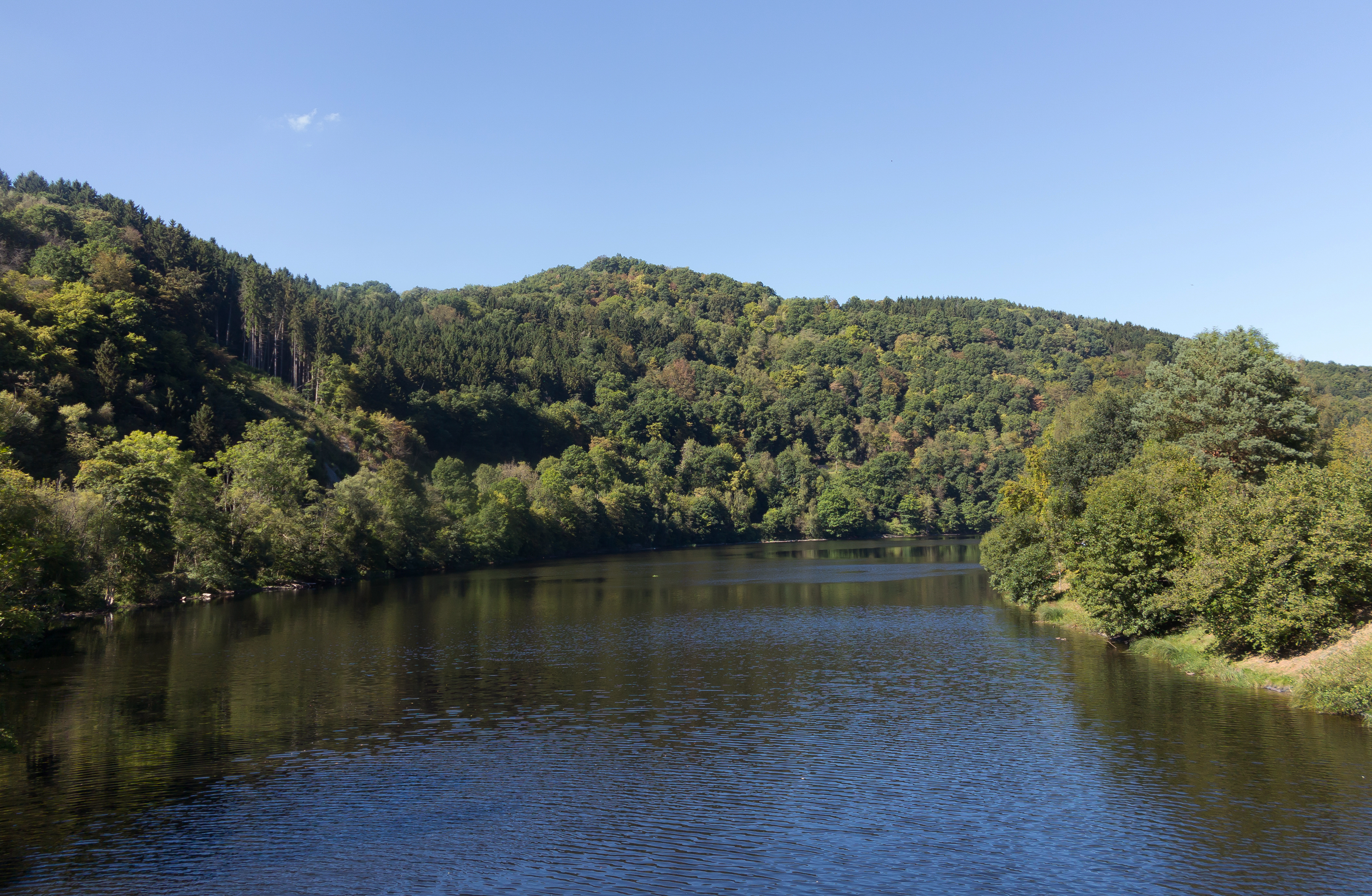
bij Einruhr, rivier: die Rur
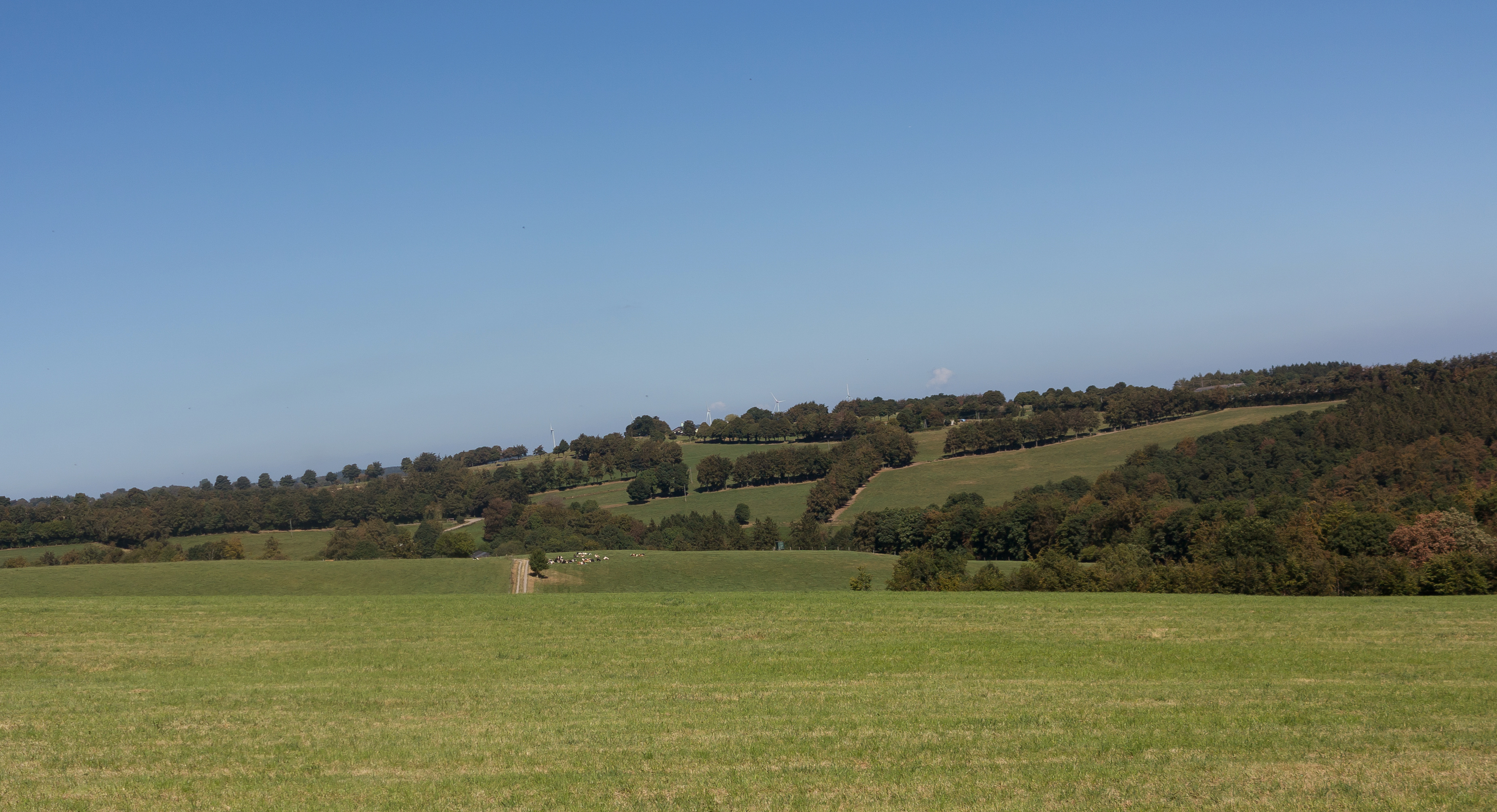
tussen Kesternich en Einruhr, panorama
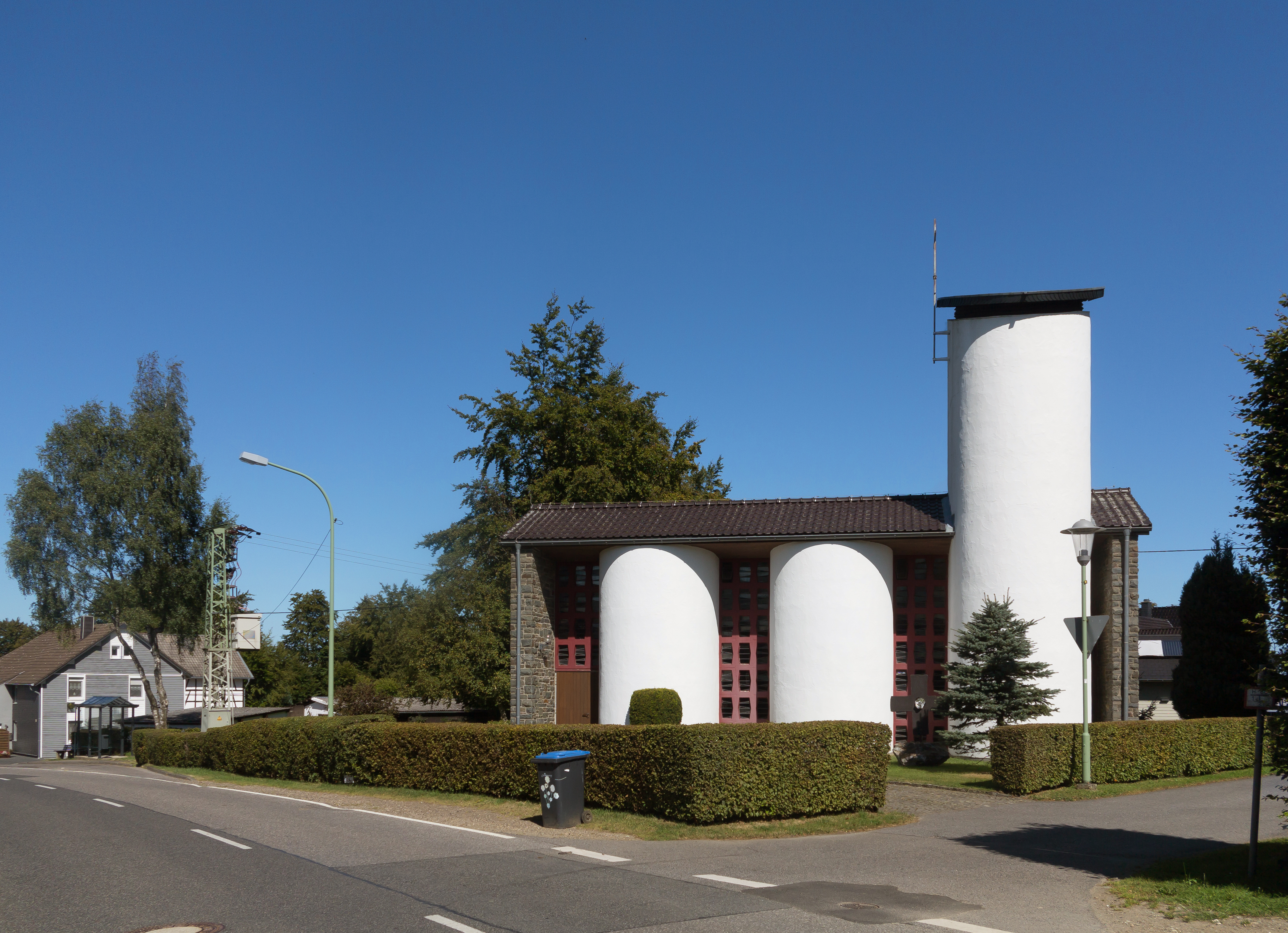
Paustenbach, straatzicht: die Paustenbacher Straße
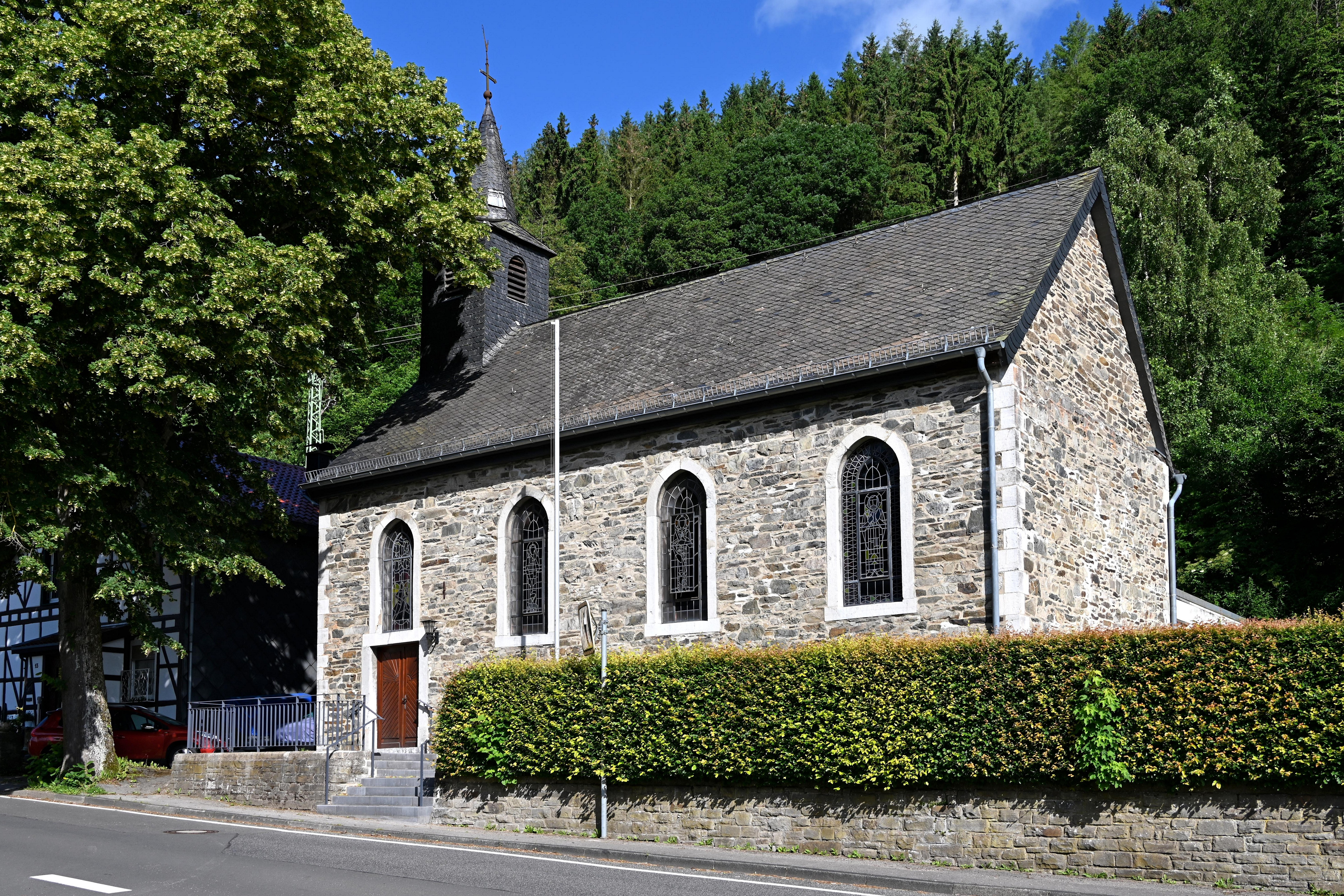
Hammer, kerk: Bruchsteinstaalkirche

Dedenborn · Eicherscheid · Einruhr · Erkensruhr · Hammer · Hirschrott · Huppenbroich · Kesternich · Lammersdorf · Paustenbach · Rollesbroich · Rurberg · Simmerath · Steckenborn · Strauch · Witzerath · Woffelsbach

Stedenregio Aken · Regierungsbezirk Keulen · Noordrijn-Westfalen
Aken · Alsdorf · Baesweiler · Eschweiler · Herzogenrath · Monschau · Roetgen · Simmerath · Stolberg · Würselen